# Conradus Leemans

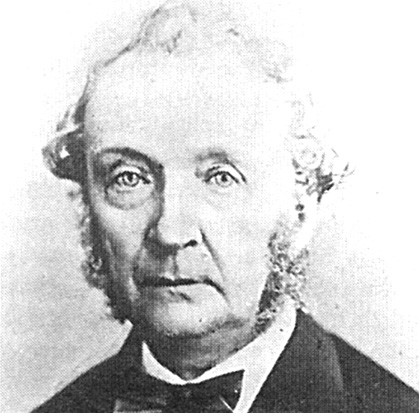
Conradus Leemans

Conradus Leemans, auch Conrad Leemans, (* 28. April 1809 in Zaltbommel; † 13. Oktober 1893 in Leiden) war ein niederländischer Archäologe, Ägyptologe und für mehr als ein halbes Jahrhundert Direktor des Rijksmuseum van Oudheden in Leiden.

## Leben
Conradus Leemans wurde als Sohn des Arztes Wilhelmus Leemans (1774–1848) und der Hillegonda Rachel Ganderheyden (1785–1858) geboren. Am 13. Juni 1840 heiratete er Cornelia Maria de Virieu (1816–1904). Aus der Ehe gingen mit Wilhelmus François (1841–1929, einem späteren Ingenieur für Wasserbau) und Maria Hillegonda (1850–1913) zwei Kinder hervor.

## Wirken
An der Universität Leiden begann er zunächst das Studium der Theologie, wechselte aber zur Archäologie, nachdem er Caspar Reuvens kennen gelernt hatte, den weltweit ersten Lehrstuhlinhaber dieses Faches. 1834 wurde er beim Rijksmuseum van Oudheden in Leiden angestellt, dessen erster Direktor Reuvens damals war. Gemeinsam mit diesem legte er ebenfalls 1934 ein rund 90 m mal 60 m großes Steingebäude in der Ulpia Noviomagus Batavorum, dem römischen Nijmegen frei, dessen Funktion bis heute nicht abschließend geklärt ist.
1839 wurde er Reuvens Nachfolger als Museumsdirektor in Leiden. In dieser Funktion blieb er bis 1891 tätig. Er präsentierte die erste öffentliche Ausstellung der Erwerbungen seines Vorgängers, stellte einen Katalog ägyptischer Objekte zusammen und fungierte als Herausgeber einer Reihenpublikation der ägyptischen Steindenkmäler, in der diese mittels Lithographien dokumentiert und genau beschrieben wurden. 1840 wurde er zum Mitglied des Koninklijk Nederlandsch Instituut van Wetenschappen berufen, wie der Name der Königlich Niederländischen Akademie der Wissenschaften damals lautete. Seit den 1840er Jahren publizierte er über die römischen Hinterlassenschaften auf dem Gebiet der Niederlande und fungierte als Herausgeber der griechischen Papyri aus den Museumsbeständen. Er begann mit dem Aufbau der umfangreichen ethnologische Sammlung des Hauses, wozu er wiederum entsprechende Publikationen vorlegte, insbesondere über die Tempelanlagen in Prambanan und Borobodur. Dieser Teil der Sammlungen wurde 1903 dem Reichsmuseum für Völkerkunde übergeben.

## Schriften (Auswahl)
- Horapollinis Niloi Hieroglyphica. Muller, Amsterdam 1835, (Digitalisat bei archive.org).
- Observations on three Roman Sepulchral Inscriptions found at Watermore, near Cirencester, in Gloucestershire, in 1835 and 1836. In: Archaeologia 27 (1838), S. 211–228, (Volltext in der Google-Buchsuche).
- Lettre à M. François Salvolini sur les monuments égyptiens. Hazenberg, Leiden 1838, (Volltext in der Google-Buchsuche).
- Description raisonnée des monumens[sic!] égyptiens du Musée d’Antiquités des Pays-Bas à Leide. Hazenberg, Leiden 1840, (Digitalisat bei archive.org).
- Romeinsche steenen Doodkisten, bij Nijmegen in den Zomer van 1840 opgedolven, en thans, met de daarin gevonden Voorwerpen, bewaard in het Museum van Oudheden te Leyden. Sonderdruck aus Bijdragen voor Vaderlandsche Geschiedenis en Oudheidkunde, 3, Amsterdam 1842, (Volltext in der Google-Buchsuche).
- als Herausgeber: Papyri Graeci Musei Antiquarii Publici Lugduni Batavi. Band 1, Hazenberg, Leiden 1843 (Volltext in der Google-Buchsuche); Band 2, Brill, Leiden 1885.
- Javaansche tempels bij Prambanan. In: Bijdragen tot de Taal-, Land- en Volkenkunde van Nederlandsch-Indië, III, 1855, S. 1–26, (Volltext in der Google-Buchsuche).
- Bôrô-Boedoer op het eiland Java. Band 1. Brill, Leiden 1873, (Digitalisat bei archive.org). * Het Romeinsch grafteeken van Dodewaard. Van der Post, Amsterdam 1875, (Volltext in der Google-Buchsuche).